# Late Developers
Late Developers es el duodécimo álbum de estudio de la banda escocesa de indie pop Belle and Sebastian. Fue publicado el 13 de enero de 2023 a través de Matador.

## Recepción de la crítica
Late Developers recibió reseñas generalmente positivas de los críticos. En Metacritic, el álbum obtuvo un puntaje promedio de 79 sobre 100, basado en 13 críticas, lo cual indica “reseñas generalmente favorables”. Marc Hogan, escribiendo para Pitchfork, le otorgó una calificación de 7.6 sobre 10 y comentó: “Con apenas 11 canciones y 43 minutos, Late Developers está repleto de momentos en los que la energía sobre la marcha de la banda y las reflexiones de la cabeza en las nubes chocan de manera memorable”. Ian Rushbury de Under the Radar lo describió como “una joya”, y añadió: “[Belle and Sebastian] siempre han sido geniales y este álbum demuestra que todavía lo son”.
En una reseña para AllMusic, Fred Thomas describió Late Developers como “un claro ejemplo de lo lejos que han llegado desde esos primeros días tímidos y empalagosos, y el resto de las canciones dan una idea de lo lejos que podrían llegar”. Rowan5215, contribuidor de Sputnikmusic, lo describió como el mejor álbum de Belle and Sebastian desde The Life Pursuit (2006).
Piers Martin, escribiendo para la revista Uncut, lo describió como “uno de sus álbumes más puramente disfrutables”. David Smyth, contribuidor de Evening Standard, escribió: “El nuevo álbum sorpresa tiene algunas rarezas que llaman la atención”. En Our Culture Magazine, Konstantinos Pappis declaró: “Incluso en su momento más inmediato, Belle and Sebastian dan cuerpo a la complicada dinámica de una canción empleando giros tan sutiles”.

## Lista de canciones
Todas las canciones escritas y compuestas por Belle and Sebastian, excepto donde esta anotado. 
| Lista de canciones de Late Developers |                                                   |          |  |
| N.º                                   | Título                                            | Duración |  |
| 1.                                    | «Juliet Naked»                                    | 3:23     |  |
| 2.                                    | «Give a Little Time»                              | 3:24     |  |
| 3.                                    | «When We Were Very Young»                         | 3:53     |  |
| 4.                                    | «Will I Tell You a Secret?»                       | 2:16     |  |
| 5.                                    | «So in the Moment»                                | 3:24     |  |
| 6.                                    | «The Evening Star»                                | 4:26     |  |
| 7.                                    | «When You're Not with Me»                         | 4:43     |  |
| 8.                                    | «I Don't Know What You See in Me» (Pete Ferguson) | 3:40     |  |
| 9.                                    | «Do You Follow?»                                  | 4:20     |  |
| 10.                                   | «When the Cynics Stare Back from the Wall»        | 4:22     |  |
| 11.                                   | «Late Developers»                                 | 4:21     |  |

## Posicionamiento
| Gráfica (2023)                            | Pico de posición |
| ----------------------------------------- | ---------------- |
| España (PROMUSICAE)                       | 60               |
| Portugal (AFP)                            | 31               |
| Reino Unido (UK Albums Chart)             | 30               |
| Reino Unido (UK Independent Albums Chart) | 3                |
| Reino Unido (UK Album Downloads Chart)    | 11               |
| Reino Unido (UK Vinyl Albums Chart)       | 4                |
| Suiza (Schweizer Hitparade)               | 82               |